# Orvosi etika

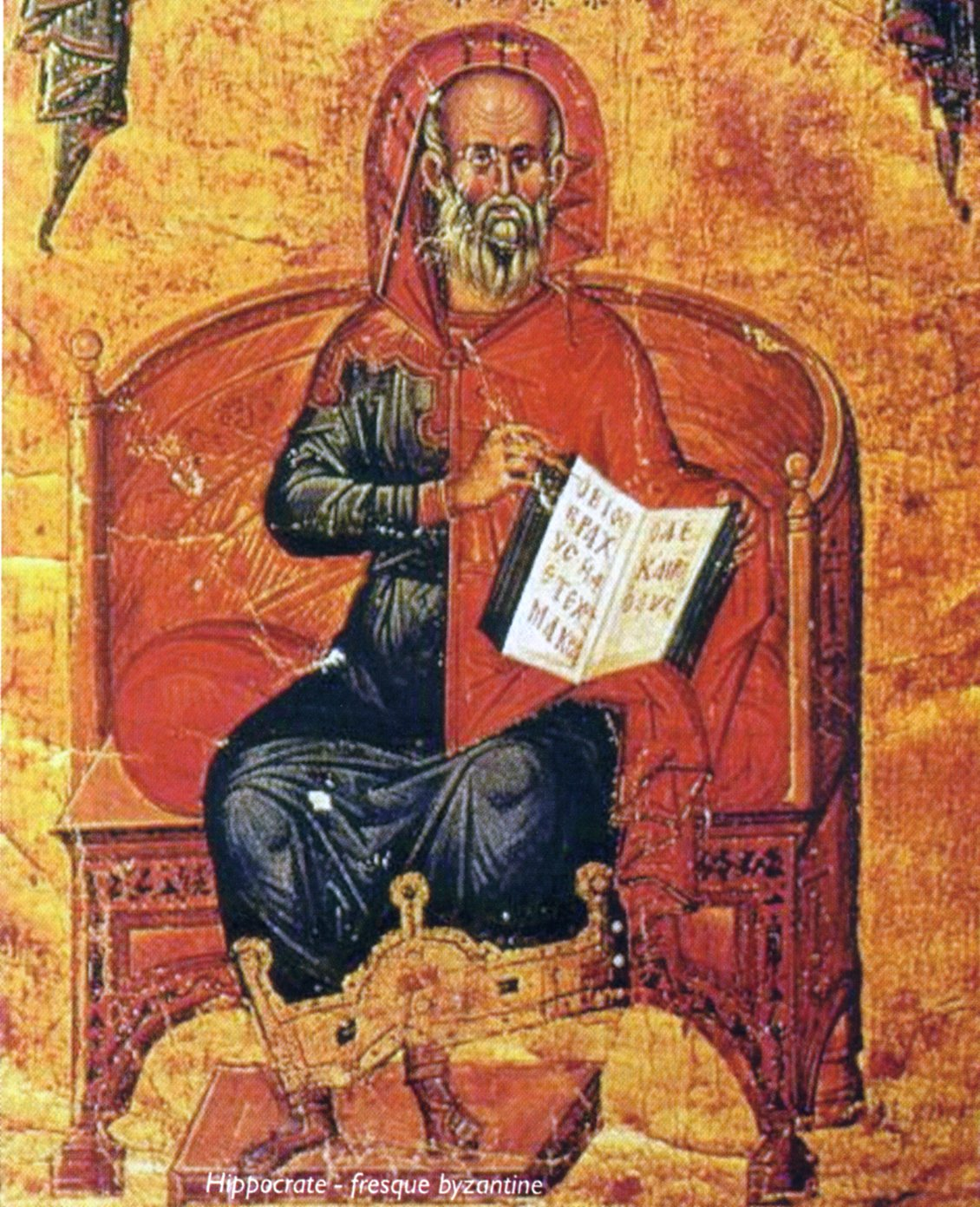
Hippokratész az orvosi etika meghatározó dokumentuma az ő nevét viselő hippokratészi eskü, bizánci miniatúra

Az etika szó a görög ethosz szóból származik, melynek jelentése: szokás, illem, hagyomány. Ma az etikát az erkölccsel foglalkozó tudományként szokás definiálni, és három nagyobb részét szokták elkülöníteni, a deskriptív, a normatív és a metaetikát.

## Története
Néhány évtizeddel ezelőtt az orvosi etika sehol a világon nem jelentett többet, mint a hippokratészi esküből levezetett néhány alapelvet, melyet nemzetközi orvostársaságok, illetve az egyes országok orvosi kamarái és etikai testületei modern megfogalmazású kódexekké formáltak. Ezek általában felhívták az orvos figyelmét arra, hogy rendszeresen fizesse az adóját, ne számítson fel méltánytalanul magas honoráriumot, ne legyen ittas a munkahelyén, ne kerüljön szexuális kapcsolatba betegével, ne reklámozza tevékenységét megengedhetetlen eszközökkel stb. Magyarországon ez még kiegészült a paraszolvencia kérdésével, melyet sokáig szinte az egyetlen orvosi etikai problémának tartottak.
Az utóbbi évtizedek orvosi technikájának fejlődése azonban jelentős változást hozott az orvosi etika területén is. A mesterséges táplálás, a szervátültetés, a lombikbébi, a dajkaterhesség, az új genetikai eljárások stb. számos olyan kérdést vetettek fel, melyekre a hagyományos erkölcsi szabályok segítségével nem lehetett egyértelmű választ adni. Felszínre kellett hozni az e szabályokat megalapozó etikai elveket, újra kellett gondolni ezek érvényességi körét, és meg kellett próbálni alkalmazni ezeket konkrét orvosetikai problémák megoldására.